# ばねばかり

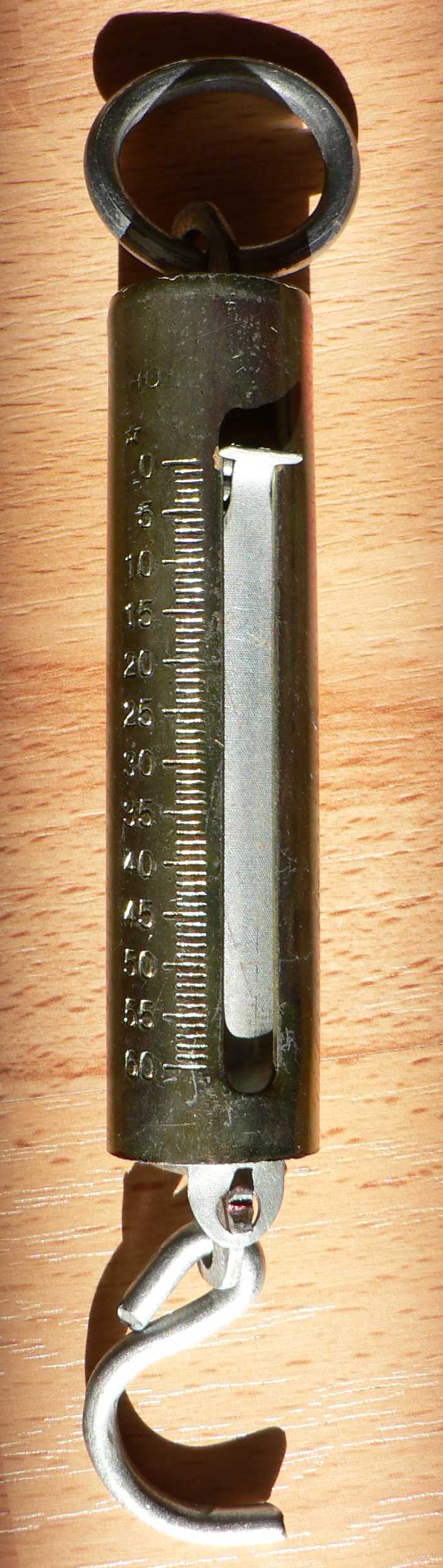
ばねばかり

ばねばかり（英: spring scale）とは、フックの法則を利用して引っ張る力を測定する器具。一般的には物体の重量の測定に用いられる。東日本では「ばねばかり」西日本では「ばねはかり」ということが多い。

## 特徴
ばねには一定の範囲内で重量に比例して伸び縮みする性質（フックの法則）がある。ばねばかりには、物体をぶらさげた時のばねの伸びを利用するものと物体を載せた時のばねの縮みを利用する上皿型のもの（体重計やキッチンスケールなど）がある。
ばねばかりは、あまり精度を要求されないような場面では広く用いられてきた。電源が不要で簡便に重量を量ることができる利点がある。
ただし、ばねの性質上、測定範囲が限られ、重量は測定できても質量（物体そのものの量）を測定することができないなどの弱点がある。ばねばかりの示す重さは、天秤ばかりで測る重さとは違い、測定する場所の重力場に左右される。地球の表面上では、地球の自転の影響で緯度により重力の大きさが変わるので、販売される地域によって表示が調整されている場合もある。
なお、力学実験に用いられることもありニュートン目盛が併記されているものもある。

## 歴史
イギリスで最初のばねばかりは1770年頃にウエスト・ブロムウィッチのリチャード・サルターによって製作された 。彼はいとこのジョンとジョージと共にジョージ・サルータ社を作り、1838年にばねばかりの特許を取得した。現在でも広く知られる会社である。彼らはまた、ばねばかりの原理を蒸気機関車の安全弁に応用し、自重を支える弁の改良を行った。